# 연향1로
연향1로(Yeonhyang 1-ro)는 전라남도 순천시 연향동 구암교사거리 에서 연향동 부영2차삼거리 를 연결하는 도로이다.

## 주요 경유지
전라남도
- 순천시 (연향동)

## 노선
| 이름          | 접속 노선      | 소재지  | 소재지  | 비고    |
| 구암3길       | 구암3길        | 구암3길 | 구암3길 | 구암3길 |
| ------------- | -------------- | ------- | ------- | ------- |
| 구암교사거리  | 충효로         | 순천시  | 연향동  |         |
| 현대1차사거리 | 연향번영길     | 순천시  | 연향동  |         |
| 부영1차삼거리 | 연향중앙상가길 | 순천시  | 연향동  |         |
| 부영2차삼거리 | 백강로         | 순천시  | 연향동  |         |

## 주요 건물 및 시설
- 세븐일레븐 순천연향대성점 (연향1로 9/연향동 1374-18)
- 순천연향동우체국 (연향1로 24/연향동 1389-1)
- 연향119안전센터 (연향1로 26/연향동 1389-2)